# OK Formis
OK Formis est un club slovène de volley-ball fondé en 1974 et basé à Miklavž na Dravskem polju, évoluant pour la saison 2017-2018 en 1. DOL ženske.

## Effectifs

### Saison 2018-2019
| No                                        | Nom                                       | Date de naissance                         | Taille                         | Poids                          | Poste                          |
| ----------------------------------------- | ----------------------------------------- | ----------------------------------------- | ------------------------------ | ------------------------------ | ------------------------------ |
| 1                                         | Teja Bavdaž                               | 3 septembre 1998                          | 183                            | 65                             | Centrale                       |
| 3                                         | Ana Sešel                                 | 1er mars 1995                             | 173                            | 60                             | Libero                         |
| 4                                         | Ana Marija Vovk                           | 29 mars 1998                              | 185                            | 75                             | Réceptionneuse-attaquante      |
| 5                                         | Angelina Ajnihar                          | 15 mars 1990                              | 170                            | 73                             | Passeuse                       |
| 6                                         | Anja Ertl                                 | 7 mars 2001                               | 179                            |                                | Attaquante                     |
| 7                                         | Žana Zdovc Sporer                         | 22 mars 2002                              | 186                            | 70                             | Réceptionneuse-attaquante      |
| 8                                         | Hanna Tupikina                            | 19 juillet 1992                           | 184                            | 70                             | Centrale                       |
| 10                                        | Nuša Trlep                                | 21 avril 2000                             | 176                            | 66                             | Réceptionneuse-attaquante      |
| 11                                        | Maja Košenina                             | 22 août 1998                              | 184                            | 58                             | Réceptionneuse-attaquante      |
| 12                                        | Danijela Džaković                         | 4 mai 1994                                | 181                            | 77                             | Réceptionneuse-attaquante      |
| 13                                        | Lara Kovačec                              | 16 octobre 2000                           | 177                            | 63                             | Réceptionneuse-attaquante      |
| 14                                        | Pia Pravdič                               | 22 septembre 2001                         | 175                            | 63                             | Libero                         |
| 16                                        | Ronja Štampar                             | 17 juillet 2002                           | 182                            | 72                             | Centrale                       |
|                                           |                                           |                                           |                                |                                |                                |
| Encadrement technique                     | Encadrement technique                     |                                           | Légende                        | Légende                        | Légende                        |
| Entraîneur : Iztok Kšela                  | Entraîneur : Iztok Kšela                  | Entraîneur : Iztok Kšela                  | : Capitaine                    | : Capitaine                    | : Capitaine                    |
| Entraîneur(s) adjoint(s) : Teobald Pajnik | Entraîneur(s) adjoint(s) : Teobald Pajnik | Entraîneur(s) adjoint(s) : Teobald Pajnik | : Joueuse blessée actuellement | : Joueuse blessée actuellement | : Joueuse blessée actuellement |